# Sains-Morainvillers
Sains-Morainvillers település Franciaországban, Oise megyében. Lakosainak száma 286 fő (2022. január 1.). Sains-Morainvillers Brunvillers-la-Motte, Crèvecœur-le-Petit, Gannes, La Hérelle, Maignelay-Montigny és Welles-Pérennes községekkel határos.

## Népesség
A település népessége az elmúlt években az alábbi módon változott:
| Lakosok száma | 277  | 278  | 282  | 273  | 277  | 280  | 281  | 285  | 286  |
|               | 2013 | 2015 | 2016 | 2017 | 2018 | 2019 | 2020 | 2021 | 2022 |